# Masacre del Páramo de La Sarna
La Masacre del Páramo de La Sarna fue una matanza ocurrida el 1 de diciembre de 2001, en Aquitania (Boyacá) perpetrada por paramilitares de las Autodefensas Campesinas de Casanare (ACC) también conocidos como "buitragueños", en complicidad con miembros de la Fuerza Pública.

## Masacre y hechos posteriores
Paramilitares bajo el mando de Josué Darío Orjuela 'Solín', detuvieron un bus de la empresa Cootracero, en la ruta entre Sogamoso y Labrazagrande, atravesando una motocicleta y con paramilitares vestidos de civil hicieron bajar a los ocupantes del vehículo, para asesinar a un supuesto guerrillero del Ejército de Liberación Nacional (ELN), pero fueron asesinados 15 civiles acusándolos de ser colaboradores de la guerrilla, por hombres que salieron detrás de las piedras que rodeaban el lugar. Las Autodefensas Campesinas de Casanare, se encontraban en expansión territorial, bajo el mando de Héctor Germán Buitrago ‘Martín Llanos’, y conformaron frentes urbanos en varios municipios de Boyacá, además contaron con colaboración de la Fuerza Pública.
Se encontraron varias irregularidades por parte de las autoridades como: el retén militar que mantenía en el sector de El Crucero, a pocos kilómetros del lugar, fue levantado; las autoridades llegaron al lugar de los hechos casi 6 horas después de la masacre, a pesar de tener conocimiento de lo ocurrido desde antes; y los victimarios que fueron capturados porque se movilizaban en un vehículo reportado como hurtado fueron dejados en libertad. La masacre hace parte de 61 masacres cometidas en el marco del Conflicto armado interno en Colombia, en el departamento de Boyacá.

## Víctimas de la masacre
15 civiles fueron asesinados (doce hombres y tres mujeres), solo sobrevivieron una mujer y dos niños.
- Luís Ángel Gil
- Tania Leonor Correa
- Mercedes Rivera
- Luis Arturo Cárdenas
- Isidro Alba
- John Fredy Poveda
- Luís Miguel Melo
- Abel Cudris
- Gonzalo Rincón
- Luís Pérez
- José Antonio Mongui
- Jairo Isidoro Peña
- José Bertulfo Noa
- Herminda Blanco de Peña
- Hernando Gómez[9]

## Condenas
En 2015, el juzgado 56 de Bogotá emitió condena de 40 años contra Luis Afrodis Sandoval, acusado de conseguir las armas y ocultar a los paramilitares que perpetraron la masacre. En 2020 fueron sentenciados Alquimides Pérez Parra ‘Gavilán’; Josué Darío Orjuela Martínez 'Solín’ (comandante de las fuerzas especiales de las ACC); Héctor Germán Buitrago Parada ‘Martín Llanos’; Héctor José Buitrago Rodríguez el ‘Patrón’ o ‘Tripas’; Nelson Orlando Buitrago Parada; Marco Antonio Aguillón Rivera ‘Chiripas’, y también fue condenado Luis Eberto Díaz Molano ‘El Compadre’ (agente del B2 del Ejército Nacional), y además se pidió investigar a militares (como Jaime Esguerra Santos, entonces teniente coronel y se desempeñaba como comandante del Batallón de Artillería No. 1 Tarqui), fiscales policías y al exgobernador de Casanare, Nelson Mariño, por su supuesta colaboración en la masacre. 

## Homenajes
Se han realizado diversos actos de memoria, murales y homenajes a las víctimas. Los familiares de las víctimas se han agrupado en el colectivo ‘Vida, Memoria y Dignidad’.